# Вінтілянка
Вінтілянка (рум. Vintileanca) — село у повіті Бузеу в Румунії. Входить до складу комуни Сехетень.
Село розташоване на відстані 71 км на північний схід від Бухареста, 26 км на південний захід від Бузеу, 123 км на південний захід від Галаца, 106 км на південний схід від Брашова.

## Населення
За даними перепису населення 2002 року у селі проживали 975 осіб, усі — румуни. Усі жителі села рідною мовою назвали румунську.